# Tommy Chong
Thomas B. Kin "Tommy" Chong (født 24. maj 1938 i Edmonton, Alberta i Canada) er en canadisk komiker, skuespiller og musiker, nok mest kendt for at være den ene halvdel af komikerparet Cheech & Chong. Han spillede også hippieen Leo i komedieserien That '70s Show. I begyndelsen af sin karriere var han guitarist i soulgruppen Bobby Taylor & The Vancouvers.